# 長良橋駅
長良橋駅（ながらばしえき）は、岐阜県岐阜市湊町にあった、名古屋鉄道岐阜市内線（長良線）の停留場である。
駅名は長良橋に由来する。岐阜市内線は起点から当停留場までが長良川の南側（左岸）になる。

## 歴史
1912年に岐阜市内線の前身である美濃電気軌道の停留場として開業した。1911年に市内線は岐阜駅前 - 本町間を開通させており、当停留場はそこから長良川の南岸へ路線を伸ばしたのに合わせて開設された停留場である。当初は終点であったが、1915年に路面電車の走行に対応した新しい長良橋の架橋が成ると、当停留場から橋を渡ってさらに延伸、すでに川の北岸で開通していた高富線と長良北町駅にて接続した。
当停留場 - 長良北町間は単線であったが、戦後に長良橋が下流に新設されると線路を移設し複線化。これをもって岐阜市内線は全線で複線化が完了した。しかし自動車の普及により市内線は窮地に立たされ、不振が続いていた徹明町 - 長良北町駅間は1988年に廃止される。当停留場もこれに合わせて廃駅となった。
- 1912年（大正元年）8月28日 - 美濃電気軌道市内線の本町 - 当停留場間の開通と同時に開業[4]。
- 1915年（大正4年）11月20日 - 市内線が当停留場から長良北町駅まで延伸[4]。
- 1957年（昭和32年）3月31日 - 当停留場 - 長良北町間の複線化が完了[4]（1956年の長良橋架け替え完成による）。
- 1988年（昭和63年）6月1日 - 岐阜市内線の徹明町 - 長良北町間の廃止に伴い廃駅となる[4]。

## 停留場構造
- 併用軌道上に相対式2面2線の乗り場が設けられていた。駅舎はない。

### 配線図
| ← 長良北町方面 | 長良橋駅 構内配線略図 | → 徹明町方面 |
| 凡例 出典:     |                       |              |

## その他
- 当停留場は大宮陸閘の北側（長良川側）にあった。そのため、長良川の洪水の為に陸閘が閉められると使用できなくなった。隣の鵜飼屋駅も同様に、長良陸閘が閉められると使用できなくなっていた。

## 隣の停留場
名古屋鉄道
岐阜市内線
公園前駅 - 長良橋駅 - 鵜飼屋駅